# Saint-Maurice-des-Lions
Saint-Maurice-des-Lions ist eine französische Gemeinde mit 896 Einwohnern (Stand 1. Januar 2022) im Département Charente in der Region Nouvelle-Aquitaine (vor 2016 Poitou-Charentes); sie gehört zum Arrondissement Confolens und zum Kanton Charente-Vienne. Die Einwohner werden Saint-Mauriçois genannt.

## Geographie
Saint-Maurice-des-Lions liegt etwa 50 Kilometer nordöstlich von Angoulême am Fluss Goire, einem Nebenfluss der Vienne. Die Gemeinde wird umgeben von den Nachbargemeinden Confolens und Esse im Norden, Lesterps im Nordosten, Saulgond im Osten, Chabrac im Südosten, Chirac im Süden, Manot im Südwesten und Westen sowie Ansac-sur-Vienne im Nordwesten.

## Bevölkerungsentwicklung
| Jahr                       | 1793 | 1856 | 1901 | 1962 | 1968 | 1975 | 1982 | 1990 | 1999 | 2006 | 2019 |
| Einwohner                  | 1850 | 1896 | 1895 | 1181 | 1118 | 1011 | 933  | 1017 | 932  | 952  | 895  |
| Quellen: Cassini und INSEE |      |      |      |      |      |      |      |      |      |      |      |

## Sehenswürdigkeiten
- Kirche Saint-Maurice aus dem 12. Jahrhundert, Monument historique seit 1909
- Kapelle von Le Rhus
- Löwenstein aus der gallorömischen Zeit

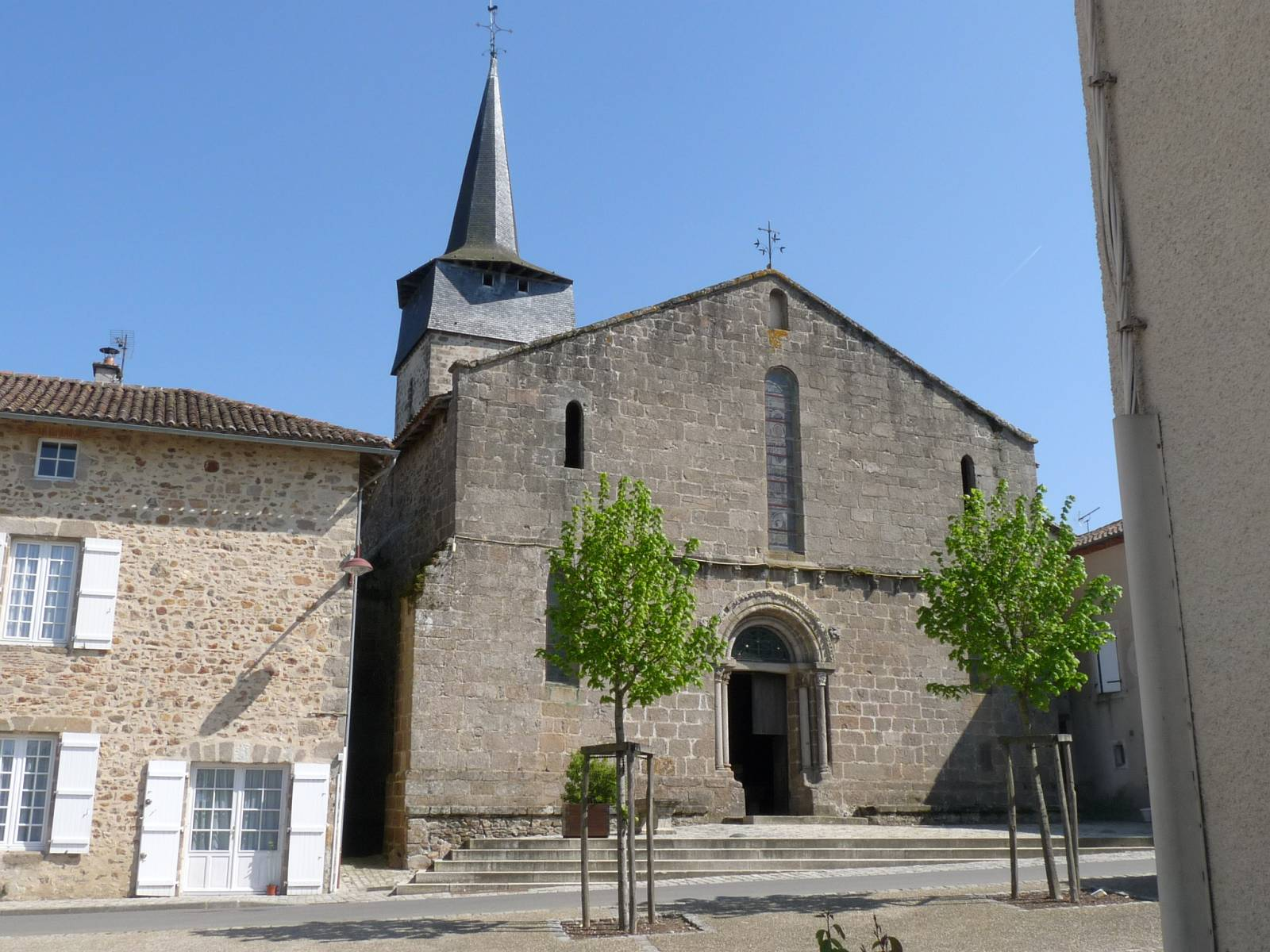
Kirche Saint-Maurice
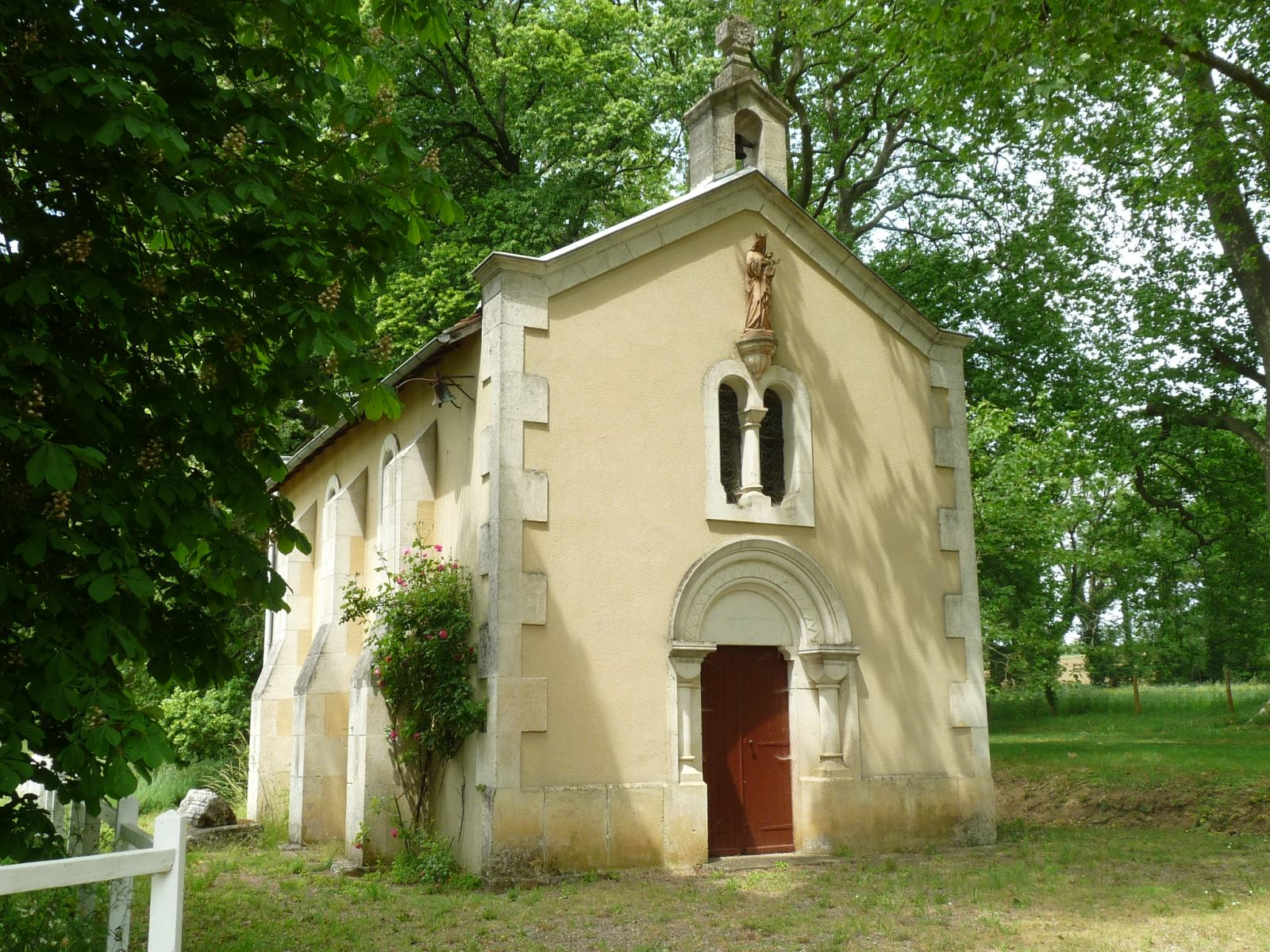
Kapelle von Le Rhus
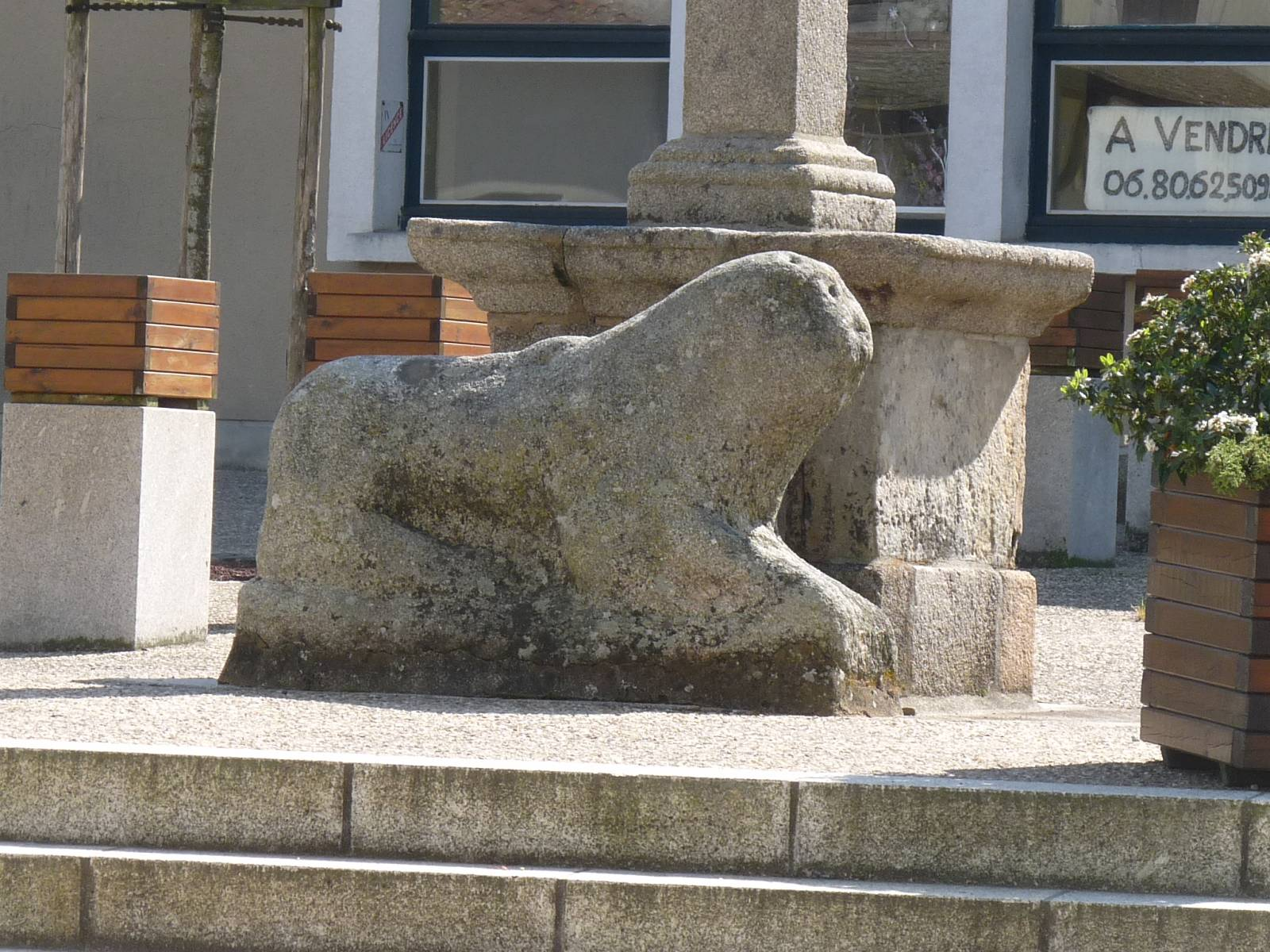
Löwenstein